# ميكر فير

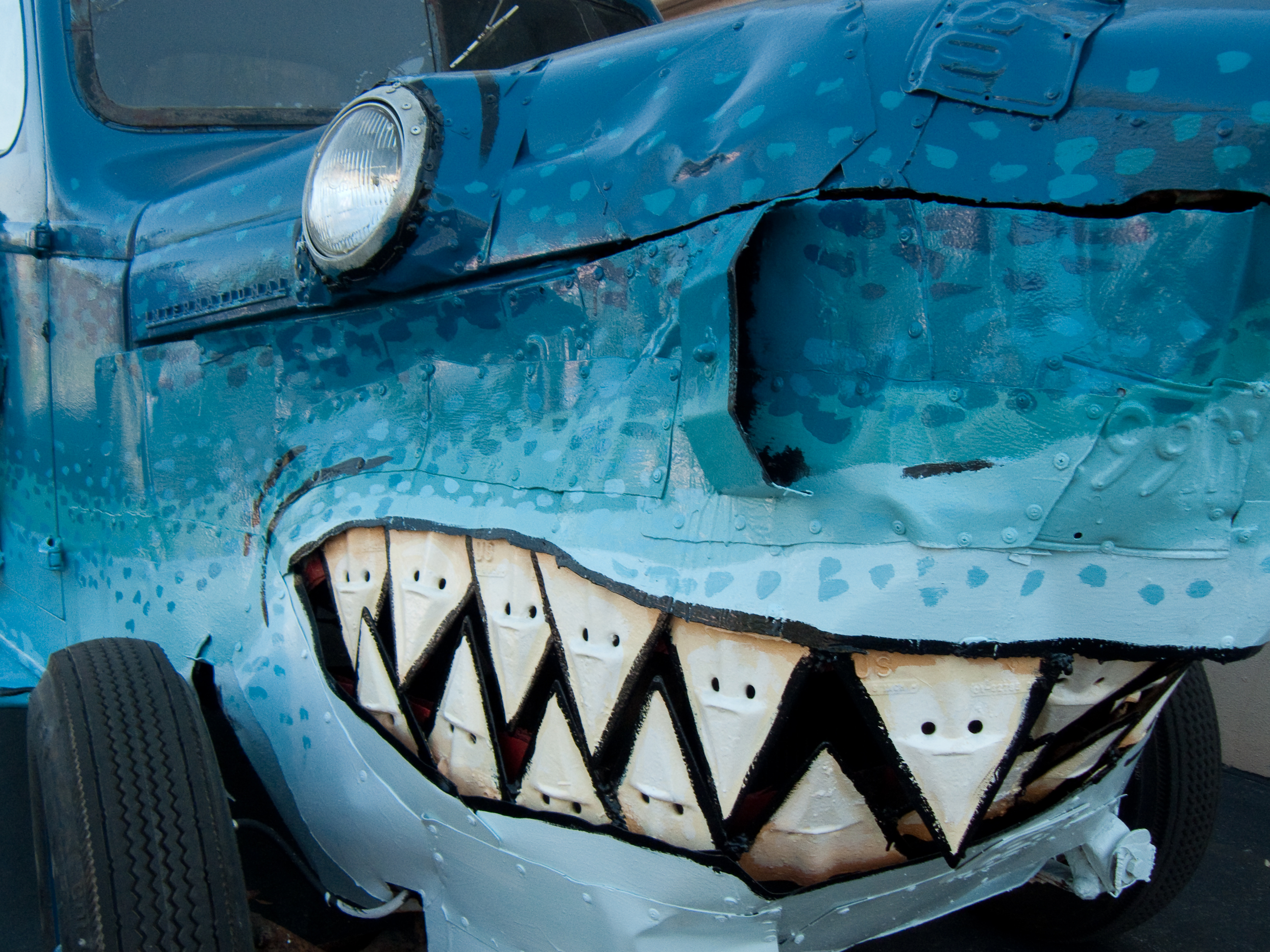
السيارة القرش في منطقة الخليج (باي إيريا) ميكر فير 2009

ميكر فير أو معرض الصناع، هو حدث أنشأته مجلة Make «للاحتفال بالفنون، والحرف، والهندسة، ومشاريع العلوم، وثقافة افعلها بنفسك (DIY)».

## المعارض الرئيسية
تقام فعاليات ميكر فير الرئيسية في سان ماتيو ، كاليفورنيا وديترويت ومدينة نيويورك. يُعرف أيضًا ميكر فير نيويورك باسم «ميكر فير العالم». أقيم ميكر فير مؤخرًا في نيويورك في عام 2018.

## في المنطقة العربية

### القاهرة
يُعقد في القاهرة بدعم من السفارة الأمريكية في القاهرة وفاب لاب مصر منذ 2015 في ما يعتبر أكبر معارض ميكر فير في المنطقة. ويرحب المعرض بآلاف من المشاركين من كافة الأعمار والصانعين لعرض إبداعاتهم والمشاركة في أنشطة علمية.

### الكويت
ينظم في الكويت بدعم شركة الكويت للاستثمار منذ عام 2017.
المشاريع الفائزة عام 2020
التكنولوجيا:
1 - Super capacitor assisted solar hot water system
2 - PCS: Portable Car Shade
3 - RF controlled robotic vehicle with metaldetection
التعليم
1 - تطبيق التحدي الذكي (محمد الأيوب)
 2 - بالإشارة (فريق أصدقاء الصم)
3 - الصف الإبداعي ضمن مبادئ Trez
الفنون
1 - Yadawi   -2   Ceramic & Resin
3 - C2C82 - Knife
مشاريع الجامعات (Makethone)
1 - Smart Planting  -2   Self checkout system
3 - (The A Watch KCST)

### عواصم أخرى
يُنظم ميكر فير كذلك في عواصم عربية أخرى منها الرياض والدار البيضاء وبيروت والمنامة ودبي.

## معارض الميكر فير المصغرة وغيرها

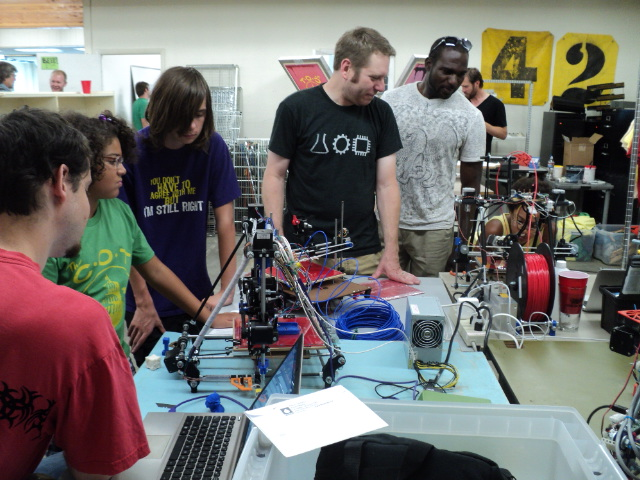
أطفال يشاركون في ملتقى الصناع في جاردن سيتي ، أيداهو

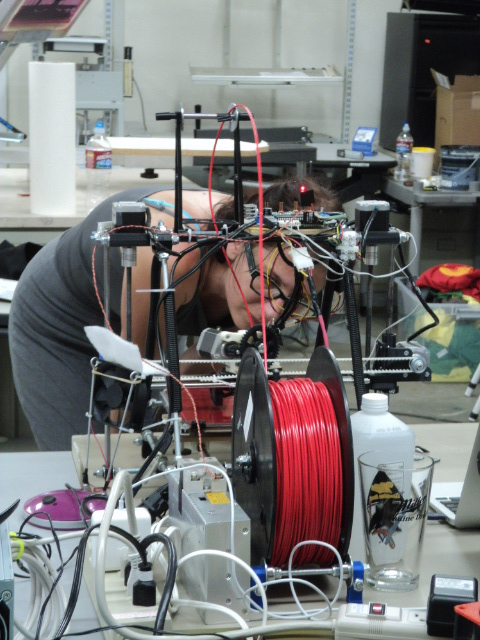
أحد المنظمين يفحص مشروعا

تساهم مجلة "Make " في مساعدة منظمي الفعاليات المستقلين على إنتاج فعاليات «ميكر فير» على نطاق صغير في المجتمعات المحلية. 
 في عام 2011، عقدت ميني ميكر فير في كندا (تورنتو، فانكوفر)، المملكة المتحدة (برايتون) وعدد من المدن في الولايات المتحدة الأمريكية: بيتسبرغ ، بنسلفانيا. فينيكس ، أريزونا أوكلاند ، كاليفورنيا فورت واين ، إنديانا. فيشرز ، إنديانا؛ بروفيدنس ، رود ايلاند. اتلانتا ، جورجيا كانساس سيتي ، ميسوري. رالي ، نورث كارولينا. بولسبو ، واشنطن، آن آربر ، ميشيغان. لينثيكوم، ماريلاند؛ ويستبورت، كونيتيكت. وأوربانا ، إلينوي.

### الأحداث الماضية
وتنعقد ميكر فير أيضًا في أوروبا وآسيا وأمريكا الجنوبية وأفريقيا. أول ميكر فير في المملكة المتحدة وقع في 14-15 مارس، 2009، في نيوكاسل على تاين، كمشروع مشترك مع نيوكاسل ساينسفيست.
في عام 2010، حظيت كندا بأول ميني ميكر فير في أوتاوا، أونتاريو في الفترة من 6 إلى 7 نوفمبر.
انتشر ميكر فير في جميع أنحاء العالم، وأقيم أول ميكر فير في هونغ كونغ في عام 2014. في العام التالي، نمت بشكل كبير ونظمتها جامعة هونغ كونغ للبوليتكنيك، بقيادة الدكتور كليفورد شوي من كلية التصميم في نوفمبر 2015 وكذلك في أبريل 2017.

## روابط خارجية
- الموقع الرسمي
- ميكر فير القاهرة